# Никога повече
„Никога повече“ (на английски: It Ends with Us) е американска романтична драма от 2024 г. на режисьора Джъстин Балдони по сценарий на Кристи Хол, който е адаптация на едноименния роман, написан от Колийн Хувър. Продуциран от „Кълъмбия Пикчърс“ съвместно с „Уейфарър Студиос“ и „Сакс Пикчър Къмпани“. Във филма участват Блейк Лайвли, Джъстин Балдони, Джени Слейт, Хасан Минхадж, Ейми Мортън и Брандън Скленър. Премиерата на филма излиза по кината в Съединените щати на 9 август 2024 г. от „Сони Пикчърс Релийзинг“.

## Актьорски състав
- Блейк Лайвли – Лили Блум[8]
  - Изабела Ферер – младата Лили[9]
- Джъстин Балдони – Райл Кинсейд[10]
- Брандън Скленър – Атлас Кориган[11]
  - Алекс Нойстедтър – младият Атлас[9]
- Джени Слейт – Алиса[12]
- Хасан Минхадж – Маршъл[13]
- Ейми Мортън – Джени[14]
- Кевин Маккид – Андрю Блум[15]

## Снимачен процес
Снимките започват в Хоубоукън, Ню Джърси на 5 май 2023 г.

## Маркетинг
Първият трейлър на филма излиза на 22 май 2024 г.

## В България
В България филмът излиза на същата дата, разпространен от „Форум Филм България“.